# Ravensburger
Ravensburger AG, tysk företagsgrupp med huvudkontor i Ravensburg, mest känd för sin tillverkning av sällskapsspel och pussel.

## Historia
Företaget grundades av Otto Robert Maier i Ravensburg som ligger Tyskland.
Vid sekelskiftet till 1900-talet så började Ravensburgers bland annat att ge ut bilderböcker, barnböcker, byggsatser, faktaböcker och uppslagsverk. Ravensburger registrerades år 1900 hos patentverket och år 1912 hade företaget en utbredd export till Västra Europa men även Ryssland. 
Innan första världskriget hade Ravensburger gett ut över 800 produkter på marknaden. Publiceringshuset blev under andra världskriget bombat men de fortsatte att ge ut produkter även efter denna incident. Efter krigen började Ravensburger mer och mer rikta sig mot barn med sina produkter med fler barnspel och fler barnböcker. Ravensburger startade också att släppa fler böcker om konst och arkitektur. År 1964 började Ravensburger producera pussel och samma år startade de även dotterbolag i Österrike, Frankrike, Nederländerna, Schweiz och Storbritannien. År 1977 delades företaget upp i två delar, en del som publicerade böcker och en del som publicerade spel och pussel.
För tillfället[när?] finns det ungefär 1800 böcker och 850 spel, pussel och andra hobbyprodukter publicerade under Ravensburgers varumärke. Ravensburger exporterar sina produkter till över 50 länder över hela världen.
I september 2010 slog Ravensburger Educas rekord om vem som tillverkat världens största pussel. Educas pussel var på 24 000 bitar medan Ravensburgers nya var på 32 256 bitar. Ravensburgers rekordpussel har motiv från konstnären Keith Haring och modellen heter Keith Haring: Double Retrospect. Rekordpusslet mäter 540 x 190 centimeter när det är färdiglagt.
Sedan januari 2015 är Ravensburger ägare till svenska Brio.